# Mathilde Méty
Mathilde Méty, née Mathilde, Louise Toinard le 21 janvier 1895 à Lyon 3e (Rhône) et morte le 6 juin 1974 à Toulon (Var), est une femme politique française, membre du Parti communiste français. Elle est députée constituante du Rhône entre 1945 et 1946 puis députée du même département jusqu'en 1949, sous la première législature de la IVe République, démissionnant de son poste.

## Biographie

### Politique et Résistance
Mathilde Toinard vient d'une famille ouvrière de six enfants. Elle devient institutrice en 1913 après des études à l'École normale de Lyon. En 1915, elle épouse Arthur Méty, l'un de ses collègues instituteurs et militant au SNI (Syndicat national des instituteurs) ; boiteux, il n'est pas mobilisé pour la Première Guerre mondiale. En 1929, le couple enseigne dans un village du département du Rhône mais doit partir pour la commune de Givors (toujours dans le Rhône), après que son mari ait été l'objet de l'animosité de la population, du fait de son militantisme communiste. Arthur Méty décède peu après. Au sein du SNI, elle combat la tendance pacifiste avant d'adhérer en 1936 au Parti communiste.
Pendant l'Occupation, elle participe à la Résistance comme agent de liaison autour de Lyon. En 1945, elle intègre la direction départementale du PCF.

### Carrière politique
Elle compte parmi les premières femmes députées de l'histoire française. 
Elle démissionne le 18 janvier 1949 et remplacée par Auguste Hugonnier ; elle prend ensuite ses distances avec la direction du PCF, quitte Lyon pour le Midi où vit sa fille et y finit sa vie.
En 1964 elle est parmi les cent communistes et anciens membres du Parti, rassemblés par le groupe « Unir pour le socialisme », qui demandent publiquement la réhabilitation d'André Marty et des victimes des calomnies staliniennes en France. La démarche fut vaine.